# کاکتوس‌های بالچه‌ای
کاکتوس‌های بالچه‌ای (نام علمی: Pterocactus) نام یک سرده از زیرخانواده انجیری‌واران است.
نام بالچه به دانه‌های این گیاه اشاره دارد که شکل بالچه یا شبیه به نعلبکی دارند.